# Pedro Sículo
Pedro Sículo (em latim: Petrus Siculus em grego: Πέτρος Σικελιώτης; romaniz.: Petros Sikeliotes) foi ou um monge ou um nobre erudito que, em 870 d.C., foi enviado como um legado do imperador bizantino Basílio I para se encontrar com o líder pauliciano Crisóquero e negociar uma troca de prisioneiros. Ele ficou na cidade pauliciana de Tefrique, atual Divriği, na Turquia, no alto Eufrates, por nove meses. Enquanto estava lá, ele escreveu sua Historia Manichaeorum qui Pauliciani dicuntur, que é uma das principais fontes sobre a história da seita pauliciana. 
A Historia Manichaeorum foi publicada pela primeira vez por Rader em Ingolstadt, em 1604. Ela também aparece na Patrologia Graeca (PG CIV), de Migne.